# Batocera boisduvalii
Batocera boisduvalii là một loài bọ cánh cứng trong họ Cerambycidae.